# 法道寺 (堺市)
法道寺（ほうどうじ）は、大阪府堺市南区にある高野山真言宗の寺院。山号は鉢峯山。本尊は薬師如来。鉢ヶ峯寺（はちがみねじ）とも称される。

## 歴史
寺伝によれば、白鳳10年（670年）に法道（空鉢）によって開基され、山号は法道が当地に鉢を納めたことに因んでいるという。
多くの支院・支坊を有し、当初は長福寺（ちょうふくじ）という名称であった。平安時代前期には空海をはじめ最澄や円仁などがこの寺に参篭したという。多くの寺領が寄進され隆盛をきわめた時期もあったが、兵火にあって衰退した。
江戸時代、江戸幕府第8代将軍徳川吉宗の嫡男・長福丸（ながとみまる、後の9代将軍家重）が将軍後継となったため同じ「長福」の漢字を使うのを避けて法道寺と改められた。
幕末には7坊の塔頭があった。

## 境内
- 金堂
- 多宝塔（重要文化財） - 正平23年（1368年）建立。亀腹の上に蟇股が配置されている珍しい造りとなっている。
- 食堂（重要文化財） - 鎌倉時代後期の建立。大阪府内で現存している食堂は他には金剛寺の食堂のみである。
- 大師堂
- 南門
- 楼門
- 庫裏

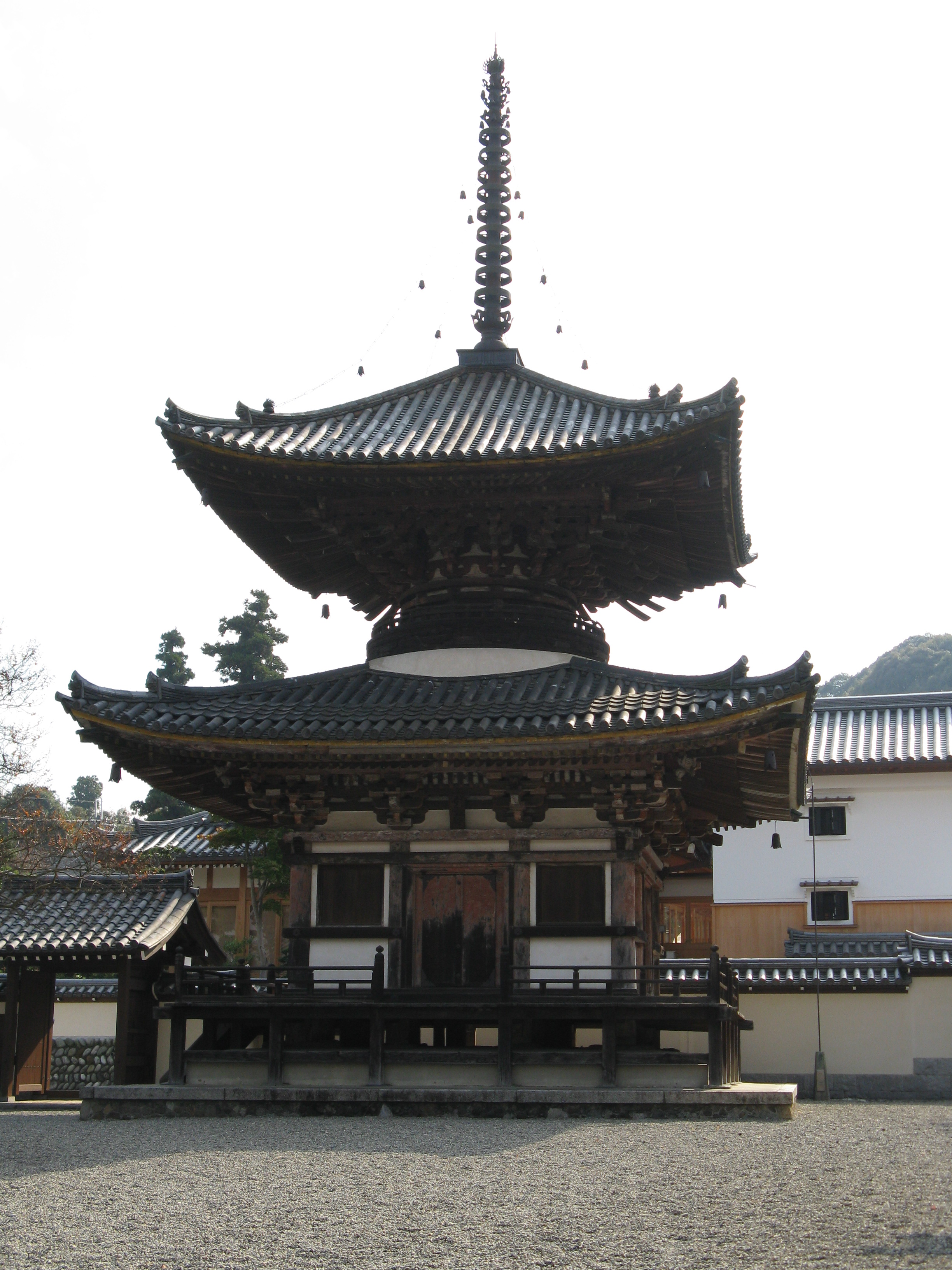
多宝塔
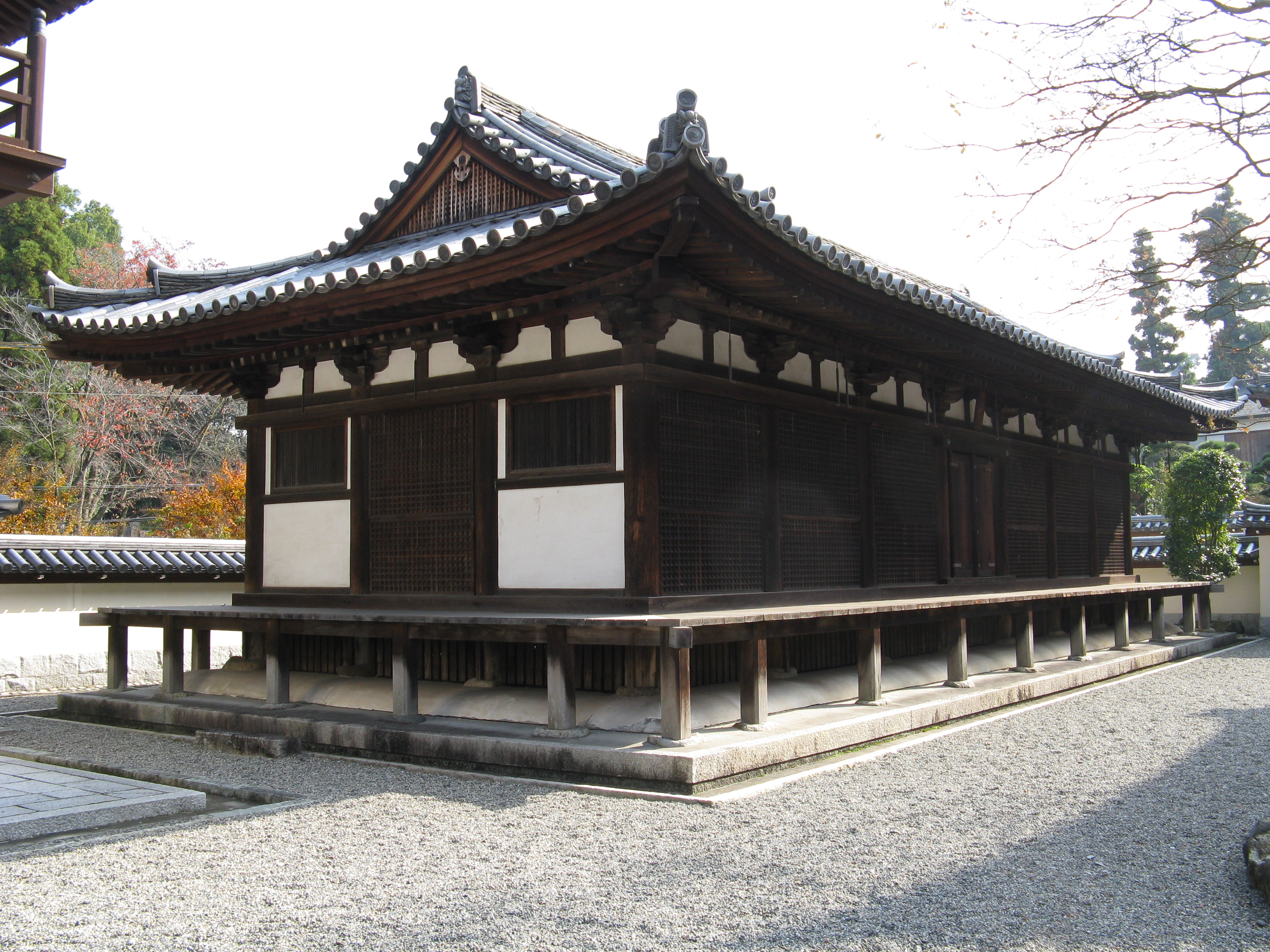
食堂（じきどう）

## 文化財

### 重要文化財
- 多宝塔[1]
- 食堂（じきどう）[1]
- 絹本著色十六羅漢図 （十六羅漢像）[2]

### 堺市指定有形文化財
- 木造阿弥陀如来坐像[3]
- 木造金剛力士像 2体 附：吽形像胎内納入墨書木札[4] - 弘安6年（1283年）作。
- 絹本著色 阿弥陀三尊図[5] - 高麗仏画。堺市博物館寄託。
- 紙本墨書 雑阿含経 巻第三十六 - 堺市博物館寄託。

### 堺市指定保存樹木
- イヌマキ

## 前後の札所
河泉二十四地蔵霊場
22 金福寺　-　23 松尾寺　-　24 宝積院
和泉八十八ヶ所霊場
28 常真院　-　29 法道寺　-　30 法華寺

## 所在地
- 大阪府堺市南区鉢ケ峯寺401